# Липна (Малопольське воєводство)
Липна (пол. Lipna) — колишнє лемківське село Горлицького повіту Малопольського воєводства Республіки Польща. Територія належить до ґміни Сенкова.

## Розташування
Лежить у Низьких Бескидах неподалік від верхів'я річки Віслока.
Віддалене від села Чорне на 6 ум, 23 км до адміністративного центру ґміни — міста Сенкова, 29 км до адміністративного центру повіту — міста Горлиці і 127 км до центру воєводства — міста Краків, 1 км до кордону зі Словаччиною.
Село було оточене з півдня Лисою горою (704 м.), безіменною вершиною (641 м.) і Малим Бескидом (631 м.), а з півночі - довгим пасмом з найвищою вершиною під назвою Чорна (703 м.).

## Історія
Липна вперше згадується у 1638 році. У 1665 році в селі було лише 27 людей; в цей час - у 1661 році - тут ймовірно, постає православна церква, про це, принаймні свідчить один із пам'ятних написів. Зображення цього храму можна бачити на австрійській військовій карті фон Міґа, кінця XVIII ст.  Згадується у 1765 р.— село ймовірно було королівською власністю, належало до бецького староства. В 1785 р. проживало 175 греко-католиків, в 1884 р. — 204 особи, і 1921 — 153 греко-католики, 6 юдеїв і 4 римо-католики.
У 1885 р. була збудована дерев'яна церква Різдва Пресвятої Богородиці, яка була дочірньою церквою парафії Чорне Горлицького деканату.

Церква у Липній, споруджена у 1885 р., зруйнована у 1953 р.

На початку XX століття, ще перед так званою "тилявською схизмою", на рубежі 1911 - 1912 рр., жителі Липни, як і інших навколишніх сіл, перейшли з греко-католицької на православну віру. Ймовірно, це було пов’язано з присутністю в сусідньому селі Грабі православного пароха Максима Сандовича, згодом православного святого. Однак, православної віри липняни тримались лише кілька років, після чого повернулися до греко-католицизму. Під час Першої світової війни тут відбувались активні бої, свідком чого залишився військовий цвинтар. У міжвоєнний період у селі існувала школа. Метричні книги під час першої світової війни згоріли. Усі греко-католики села перейшли до Польської православної церкви в 1927—1928 рp.
У 1939 р. в селі було чисто лемківське населення: з 190 жителів села — всі 190 українці.
У 1945 р. всі українці, за винятком трьох родин виїхали в СРСР. Три позосталі родини були виселені в рамках акції "Вісла". У 1955 р. зруйновано церкву.

## Місцеві пам'ятки
Об'єкти, перераховані в реєстрі пам'яток Малопольського воєводства:
- Військове кладовище з Першої світової війни № 45.

### Інші пам'ятки
- Подвір'я колишньої церкви.
- Колишній лемківський цвинтар.
- Придорожня капличка.
- Скульптура Богоматері з дитятком, відремонтована в 1994 р.